# Blake (Schiff, 1961)
Die HMS Blake (C99), benannt nach dem britischen Admiral Robert Blake, war einer der letzten konventionellen leichten Kreuzer der britischen Royal Navy. Wie auch ihr Schwesterschiff – die Tiger – entsprach das während des Zweiten Weltkriegs auf Kiel gelegte Schiff mit seiner konventionellen Auslegung ohne Fähigkeiten zur U-Boot-Bekämpfung und der ausschließlichen Rohrbewaffnung nicht mehr den Anforderungen des modernen Seekrieges. Daher wurde sie, nach einer Verzögerung des Baus und einer umfangreichen Überarbeitung ihres Designs, erst 1961 in Dienst gestellt. In der zweiten Hälfte der 1960er-Jahre wurde sie dann zu einem Lenkwaffen- und Hubschrauberkreuzer umgerüstet und verblieb in dieser Rolle bis 1979. Nach dem anschließenden Dienst in der Reserveflotte wurde sie 1982 endgültig ausgemustert.

## Geschichte
Der Bau der Blake begann im Jahre 1942 auf der Fairfield Werft in Govan als Teil der Minotaur-Klasse, die mit etwa 8800 Standardtonnen Verdrängung und einer Bewaffnung von 3×3 BL-6-Zoll-Geschützen die Schiffe der Crown Colony class ersetzen sollten. Der originäre Name Blake wurde während der Bauzeit vorläufig in Tiger geändert. Getauft wurde sie allerdings dann doch am 20. Dezember 1945 von Lady Jean Blake, der Frau von Vizeadmiral Sir Geoffrey Blake auf den Namen HMS Blake. Wie alle konventionellen Kreuzer des 'Additional Naval Programms 1942', zu deren Bau sich die britische Regierung zu Kriegsbeginn entschieden hatte, fehlten dem Entwurf Fähigkeiten zur Auseinandersetzungen mit den im Zweiten Weltkrieg zunehmend bedeutsamer werdenden U-Booten und auch die Luftabwehrbewaffnung entsprach nicht mehr der stetig wachsenden Bedrohung durch Flugzeuge.
In der Folge wurde der Bau gering priorisiert und das Schiff war zum Zeitpunkt des Stapellaufs nur rudimentär fertig gestellt. Der weitere Ausbau wurde mit dem Kriegsende komplett eingestellt und das Schiff in Gare Loch (Argyll and Bute) aufgelegt.
1951 fällte dann die britische Regierung die Entscheidung, die unvollendeten Schiffe mit einem geänderten Design fertigzustellen. Hauptsächlich wurde die Hauptartillerie auf modernere, automatisiert nachladende QF-6-Zoll-(152-mm)-Geschütze mit Kaliberlänge 50 umgestellt. Diese wurden in zwei Drehtürmen mit je zwei Geschützen angeordnet. Für die Luftabwehr wurden 3×2 schnellfeuernde 76-mm-Maschinenkanonen der Kaliberlänge 70 mit 90–120 Schuss pro Minute verbaut. Zudem erhielt jeder Einzelturm ein MRS3-Feuerleitradar, die Torpedo-Bewaffnung entfiel und Klimatisierung wurde nachgerüstet. In dieser Konfiguration wurden die Schiffe als Tiger-Klasse bezeichnet.
Für die Blake bedeutete dies den Weiterbau ab 1954. Im März 1961 erfolgte die Übernahme durch die Navy und das Schiff wurde am 18. März 1961 offiziell in Dienst gestellt.

## Umbau
1965 bis 1969 wurde, nach kontroversen politischen Diskussionen, ein Umbau des Schiffes durchgeführt. Hintergrund war, dass trotz des modernisierten Designs der Tiger-Klasse bereits mit dem Ende des Zweiten Weltkriegs konventionelle Kriegsschiffe mit ausschließlicher Rohrbewaffnung nicht mehr den immer komplexer werdenden Anforderungen der Seekriegsführung gerecht wurden. Die technische Weiterentwicklung in der Luftwaffen- und Raketentechnik machte die Schiffe verwundbar und die vergleichsweise große Besatzung verursachte Kosten, die zum begrenzten Einsatzspektrum in keinem Verhältnis standen.
Aus der Blake wurde, analog zum Schwesterschiff Tiger ein „Hubschrauber- und Kommandokreuzer“. Dazu entfiel der achtere Geschützturm zu Gunsten eines Landedecks mit Hangars für vier Hubschrauber (anfangs Westland Wessex, später Westland Sea King). Die Schornsteine wurden überarbeitet und deutlich schmaler, ergänzt von neuen Abdeckungen und die Radarausrüstung wurde modernisiert. Ebenso wurden umfangreiche Führungs- und Kommandoeinrichtungen installiert, um das Schiff in Zukunft als Flaggschiff für „Task-Groups“ nutzen zu können. Um im Bezug auf die Luftabwehr der Zeit gerecht zu werden, wurden 2 Starter zu à 4 Raketen vom Typ GWS 22 Seacat installiert.
Insgesamt erhöhte sich durch die Erweiterungen die Besatzung auf 885 Mann (85 Offiziere und 800 Mannschaftsgrade). Waren für den Umbau ursprünglich nur £ 5 Millionen und 18 Monate veranschlagt, benötigten die Arbeiten letztendlich vier Jahre und kosteten über £ 7 Millionen.

## Einsätze
Nach dem Abschluss des Umbaus verlegte die Blake 1969 gemeinsam mit anderen Royal Navy Einheiten nach Gibraltar und wurde Teil der britischen Mittelmeerflotte. Da es zunehmend zu Spannungen zwischen Großbritannien und Spanien unter General Franco und zur zeitweiligen Grenzschließung zwischen dem britischen Gibraltar und Spanien kam, sollten die Einheiten vor Ort Präsenz zeigen. Ebenfalls 1969 kam es versuchsweise zur ersten Landung eines Senkrechtstarters vom Typ Harrier auf dem Flugdeck der Blake.
Als 1971 Dom Mintoff Ministerpräsident von Malta wurde und es zu Verwerfungen zwischen der einstigen Kolonie und dem Mutterland Großbritannien kam, war auch die HMS Blake als Teil der Trägergruppe um die HMS Bulwark vom Rückzug der Royal Navy betroffen und wurde in die Heimat verlegt.
Letztmals Teil der öffentlichen Wahrnehmung wurde das Schiff 1977, als sie an der Flottenparade zu Ehren von Königin Elisabeths II. 25. Thronjubiläum Teil nahm.
Im Dezember 1979 wurde dem Schiff die Ehre zu Teil die endgültig letzte Salve der Royal Navy aus 6-Zoll-Geschützen abzufeuern. Anschließend erfolgte die Stilllegung, gemeinsam mit ihrem Schwesterschiff Tiger, als „Standby Squadron“ in Chatham.

## Verbleib
Als im April 1982 der Falklandkrieg ausbrach, wurden beide Schiffe umgehend überprüft und ein guter Zustand attestiert. Es folgte das Eindocken zur Vorbereitung der Wiederinbetriebnahme.
Entgegen erster Spekulationen darüber, dass die 6-Zoll-Artillerie für die Bombardierung von Küstenlinien von Nutzen sein könnte, waren es tatsächlich die Flugdecks der Kreuzer, die für die zügige Indienststellung den Ausschlag gaben. Diese waren zum damaligen Zeitpunkt die drittgrößten der Royal Navy (nach den Trägern Hermes und Invincible) und hätten von Senkrechtstartern des Typs Harrier genutzt werden können.
Nach dem Verlust des Zerstörers Sheffield und der Versenkung des argentinischen Kreuzers General Belgrano überwogen jedoch die Zweifel bezüglich der Selbstverteidigungsfähigkeiten des Schiffes. Dies und der hohe Personalbedarf, verbunden mit dem Umstand der geringeren Waffen- und Treibstoffmenge einer ausschließlich senkrecht startenden Harrier, führte dann doch zum Stopp der Wiederherstellungsarbeiten.
Nachdem ein möglicher Verkauf an Chile nicht über das Verhandlungsstadium hinaus gekommen war, wurde die Blake schließlich für 210,000 £ verkauft und ab 29. Oktober 1982 nach Cairnryan zum Abwracken geschleppt.
Die Schiffsglocke der Blake wurde bis 2016 in der St. Mary's Kirche in Bridgwater ausgestellt. Nachdem das Gotteshaus für Renovierungsarbeiten geschlossen wurde, befindet sie sich nun im 'Blake Museum' des Ortes.

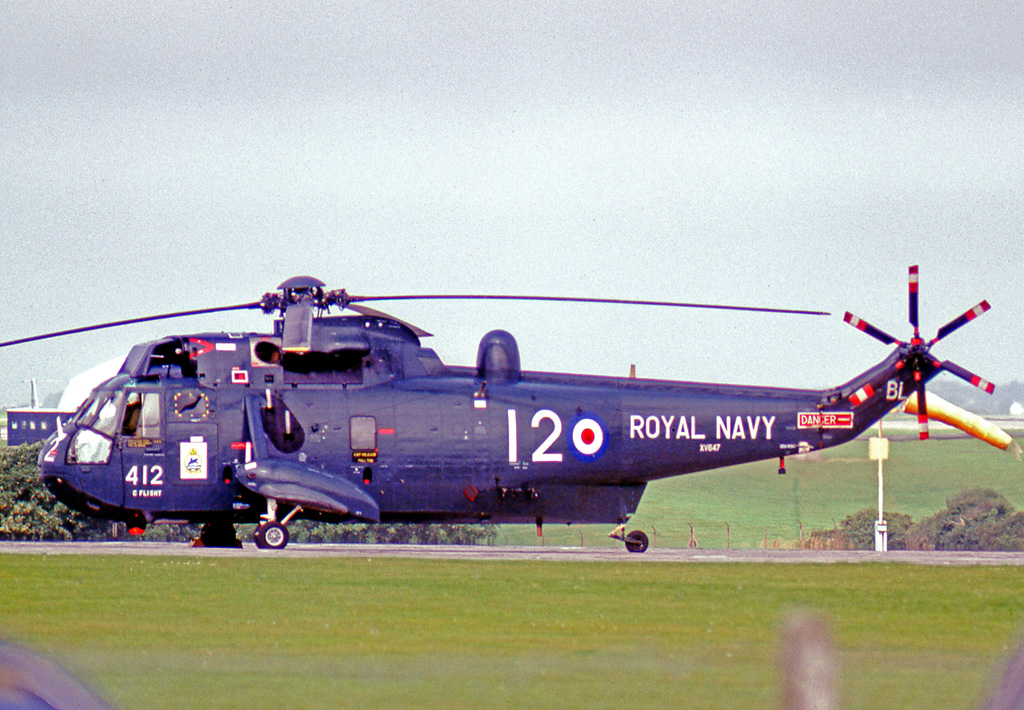
Ein Westland Sea King HAS.2 des 820 Naval Squadron, mit der Kennung 'BL' für HMS Blake, 1977
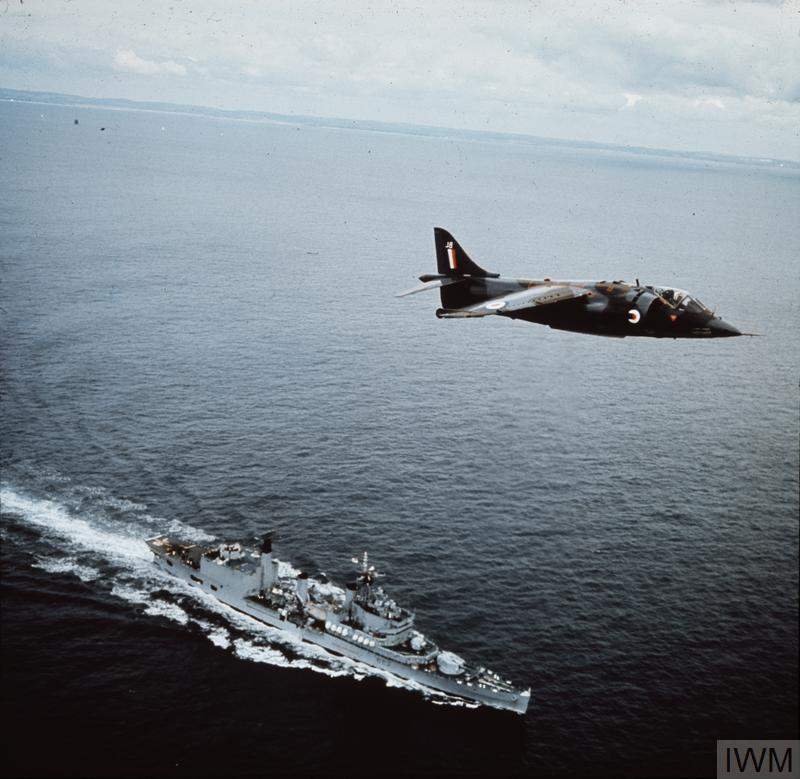
Ein Harrier über der HMS Blake, 1969
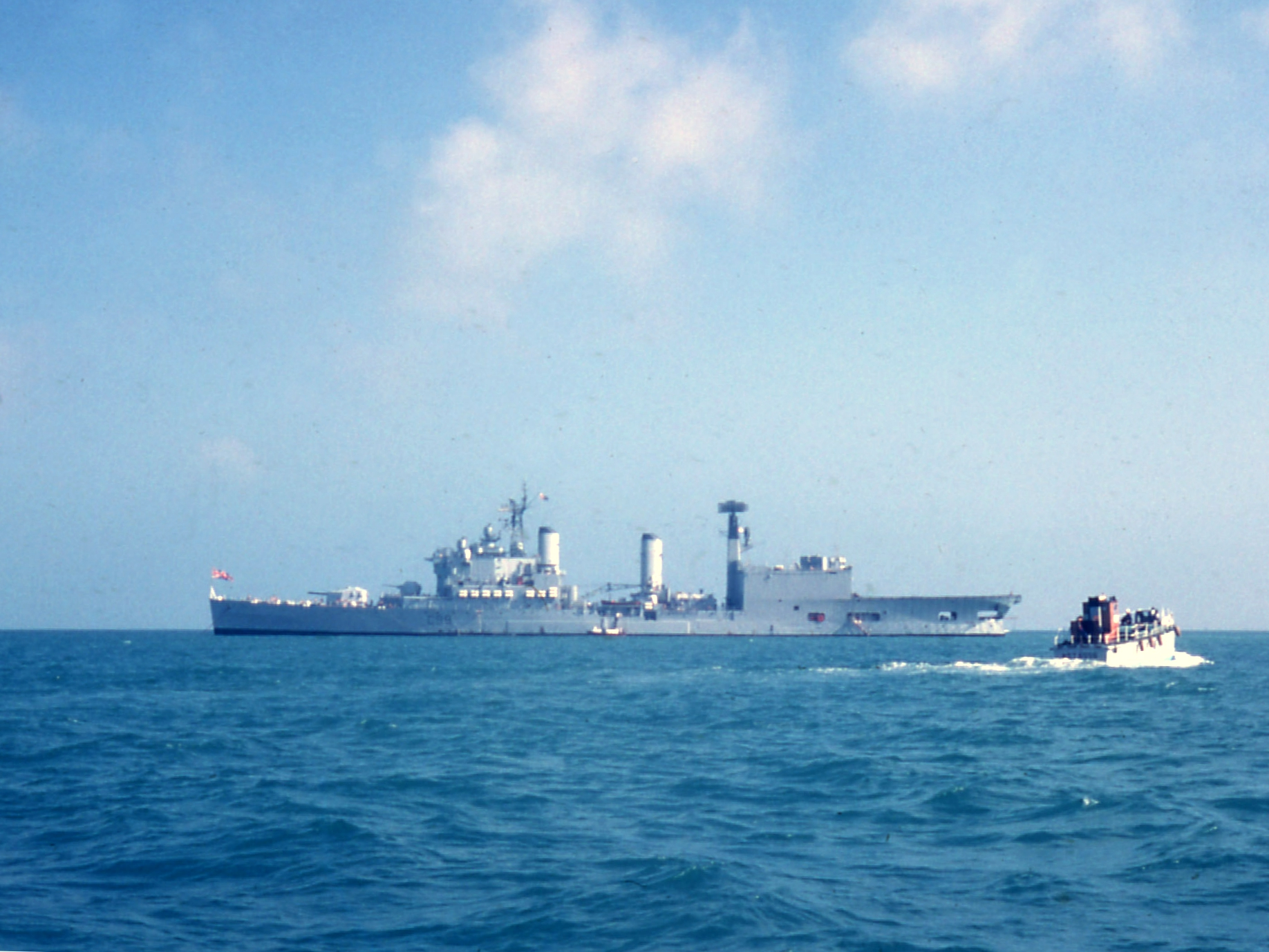
HMS Blake in der Nähe von Key West im November 1978.

## Kommandanten
| Von  | Bis  | Kapitän                                                     |
| ---- | ---- | ----------------------------------------------------------- |
| 1961 | 1962 | Captain David Clutterbuck RN                                |
| 1962 | 1969 | In reserve and conversion                                   |
| 1968 | 1970 | Captain Roland F Plugge RN                                  |
| 1970 | 1972 | Captain Ronald D Butt RN                                    |
| 1972 | 1974 | Captain Bruce M Tobey RN                                    |
| 1974 | 1975 | Captain Peter Herbert RN                                    |
| 1975 | 1976 | Captain David Eckersley-Maslin\|David M Eckersley-Maslin RN |
| 1976 | 1979 | Captain Herbert B Parker RN                                 |
| 1979 | 1979 | Captain David J Mackenzie RN                                |

## Schwesterschiffe
- Tiger, ehem. Bellerophon, Kiellegung 1941, Indienststellung 1959, Außerdienststellung 1978, Umbau analog der HMS 'Blake'[13]
- Lion, ehem. Defence, Kiellegung 1942, Indienststellung 1960, Außerdienststellung 1972, kein Umbau, Ersatzteillager für Blake und Tiger[13]